# James Wilson (Politiker, 1812)

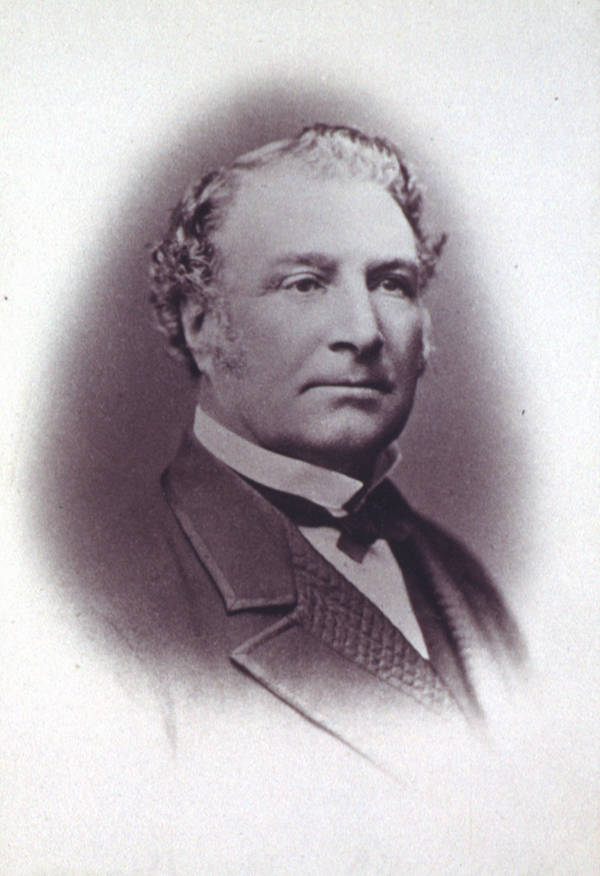
James Milne Wilson (Fotografie von John Watt Beattie).

Sir James Milne Wilson, KCMG (* 29. Februar 1812 in Banff, Aberdeenshire, Schottland; † 29. Februar 1880 in Hobart, Tasmanien) war ein australischer Politiker, der unter anderem zwischen 1869 und 1872 Premierminister von Tasmanien war.

## Leben
James Milne Wilson, dritter Sohn des Reeders John Wilson und von Barbara Gray, wanderte nach dem Schulbesuch in Banff und Edinburgh wanderte er 1829 nach Van Diemen’s Land aus, dem heutigen Tasmanien. Er war im Ingenieurwesen und anschließend als Schiffsoffizier in der Handelsmarine tätig. Er war 14 Jahre lang für die 1824 gegründete Cascade Brewery tätig und zuletzt deren Geschäftsführer. Später war er zudem mit seinem Schwager William Degraves Schafzüchter und Grundbesitzer.
Am 18. Oktober 1859 wurde er als parteiloser Unabhängiger Mitglied des Tasmanischen Legislativrates (Tasmanian Legislative Council) und vertrat in diesem bis zu seinem Tode am 29. Februar 1880 den Wahlkreis „Hobart“. In der Regierung von Premier James Whyte fungierte er zwischen dem 20. Januar 1863 und dem 24. November 1866 als Minister ohne Geschäftsbereich. Als Nachfolger von Robert Walker wurde er 1868 Bürgermeister von Hobart und bekleidete dieses Amt bis zu seiner Ablösung durch Henry Cook im August 1869.
Wilson übernahm daraufhin am 4. August 1869 von Richard Dry den Posten als Premierminister von Tasmanien und bekleidete dieses Amt bis zu seiner Ablösung durch Frederick Innes am 4. November 1872. In seiner Regierung übernahm er zugleich den Posten des Kolonialsekretärs.
Im Anschluss übernahm James Wilson am 4. November 1872 von Frederick Innes den Posten als Präsident des Legislativrates und hatte diesen bis zu  seinem Tode am 29. Februar 1880, woraufhin wiederum Frederick Innes seine Nachfolge antrat. Für seine Verdienste wurde er am 2. September als Knight Bachelor (Kt) geadelt, so dass er fortan das Prädikat „Sir“ führte, und zudem am 25. Mai 1878 zum Knight Commander des Order of St Michael and St George (KCMG) ernannt. Er war Vorstandsvorsitzender der Bank of Van Diemen’s Land, Direktor der Derwent and Tamar Fire, Life and Marine Assurance Society und Präsident der Tasmanian Agricultural and Pastoral Society. Er war des Weiteren Gründungsvizepräsident und Vorstandsvorsitzender des Tasmanian Racing Club (Jockey Club), unterstützte diesen finanziell und war maßgeblich an der Sicherung der Elwick-Rennbahn beteiligt. Als Mitglied und Treuhänder des Tasmanian Clubs war er Präsident der königlichen Kommissionen für die Weltausstellungen in Philadelphia (1876), Sydney (1879) und Melbourne (1880).
Er war seit dem 15. Dezember 1847 mit Deborah Hope Degraves verheiratet, Tochter von des Unternehmers Peter Degraves. Er wurde an einem Schalttag geboren und verstarb auch an einem.

## Hintergrundliteratur
- J. Fenton: A History of Tasmania, Hobart 1884
- F. C. Green (Herausgeber): A Century of Responsible Government 1856–1956, Hobart 1956